# The Crime Chronicles
The Crime Chronicles (Originaltitel: A Crime to Remember)  ist eine US-amerikanische Krimi-Dokumentationsreihe, die von 2013 bis 2018 auf dem US-amerikanischen Sender Investigation Discovery ausgestrahlt wurde. Die deutschsprachige Erstausstrahlung fand von 2015 bis 2020 auf dem deutschen Sender TLC statt.
A Crime to Remember gewann 2014 und 2015 den News & Documentary Emmy Award.

## Konzept
Die Fernsehsendung rekonstruktiert Kriminalfälle überwiegend aus den 1950er und 1960er, die die Aufmerksamkeit der Medien und der Öffentlichkeit auf sich zogen. Dabei werden diese von Schauspieler nachgespielt.
Jede Episode enthält Interviews mit überlebenden Freunden und Verwandten sowie beteiligte Ermittler und Journalisten, die über die Fälle berichtet haben. Zudem werden Kriminal-Experten und -Autoren ebenfalls interviewt. Diese fungieren auch als Erzähler der Fernsehsendung.
Während die ersten beiden Staffeln nur aus Kriminalfällen der 1950er und 1960er bestand, wurde ab der dritten Staffel ebenfalls Kriminalfälle aus den 1930er und 1970er behandelt sowie ab der vierten Staffel auch Kriminalfälle aus den 1920er und 1940er.

## Produktion und Ausstrahlung in USA
A Crime to Remember wurde nach einer Idee von Christine Connor durch XCON Productions bei Lincoln Square Productions für Investigation Discovery von 2013 bis 2018 produziert. Jede Episode wurde wie ein Film gedreht, die von Erzählern begleitet wird. Dadurch wirkt sie nicht wie eine klassische Krimi-Dokumentationsreihe.
Die erste sechsteilige Staffel wurde vom 12. November bis zum 17. Dezember 2013 ausgestrahlt. Im März 2014 wurde die Fernsehsendung um eine achtteilige weitere Staffel verlängert, die vom 11. November bis zum 30. Dezember 2014 auf Investigation Discovery gezeigt wurde. Erstmals waren die Zuschauer während der Ausstrahlung der dritten Staffel vom 10. November bis zum 29. Dezember 2015 durch eine omnidirektionale Kamera auf der Webseite ACrimeToRemember.com in der Lage, Bilder vom Tatort aus allen Richtungen in einem Bereich von 360 Grad horizontal als auch vertikal zu sehen. Neben den Hintergrundinformationen zu den Kriminalfällen der Staffel gab es auch Einblicke hinter die Kulissen der Dokumentationsreihe.
Im März 2016 wurde A Crime to Remember um eine vierte Staffel verlängert. Die acht neuen Folgen wurde vom 6. Dezember 2016 bis zum 31. Januar 2017 ausgestrahlt.
Bis zu ihrem Tod im April 2016 trat regelmäßig die Autorin und True Crime Diary-Bloggerin Michelle McNamara in der Dokumentationsreihe auf. Sie wurde ab der vierten Staffel von Karen Kilgariff vom Podcast My Favorite Murder ersetzt.
Die Produzenten ehrten McNamara zu Beginn der letzten Folge der vierten Staffel mit den Worten:

“This season of A Crime to Remember is dedicated to our friend Michelle McNamara.”

„Diese Staffel von A Crime to Remember ist unserer Freundin Michelle McNamara gewidmet.“

Im März 2017 wurde eine fünfte Staffel mit acht Folgen bestellt, die vom 10. Februar bis zum 7. April 2018 auf Investigation Discovery gezeigt wurde.
Darüber hinaus sind derzeit die ersten drei Staffeln auf Hulu und die vierte Staffel bei DirecTV verfügbar. Alle fünf Staffeln werden auf Amazon Video und auf Webseite des Senders Investigation Discovery zur Verfügung gestellt.

## Ausstrahlung im deutschsprachigen Raum
Die deutschsprachige Erstausstrahlung erfolgte vom 5. Juni 2015 bis zum 9. Juli 2020 auf dem deutschen Sender TLC. Die Übersetzung und Ausstrahlung orientiert sich dabei nicht nach der ursprünglichen Einteilung der Folgen innerhalb der Staffeln. Die 24. und 37. Folgen der Reihe besitzen im Deutschen denselben Folgentitel. Der deutsche, öffentlich-rechtliche Fernsehsender Phoenix wiederholt die Dokumentationsreihe seit Februar 2020 im Nachtprogramm.
In der Schweiz wurde die zweite Staffel von 2017 bis 2019 mehrmals auf dem Sender S1 wiederholt.
Alle Folgen sind beim Video-on-Demand-Anbieter Joyn kostenlos abrufbar.

## Episodenliste

### Staffel 1
| Nr. (ges.) | Nr. (St.) | Deutscher Titel                | Originaltitel            | Erstausstrahlung USA | Deutschsprachige Erstausstrahlung (D) |
| ---------- | --------- | ------------------------------ | ------------------------ | -------------------- | ------------------------------------- |
| 1          | 1         | Vermisste Kinder               | Go Ask Alice             | 12. Nov. 2013        | 21. Nov. 2019                         |
| 2          | 2         | Doppelmord in Manhattan        | The Career Girl Murders  | 19. Nov. 2013        | 12. Dez. 2019                         |
| 3          | 3         | Der Richter und sein Henker    | Judge, Jury, Executioner | 26. Nov. 2013        | 19. Dez. 2019                         |
| 4          | 4         | Tödlicher Flug                 | Time Bomb                | 3. Dez. 2013         | 5. Dez. 2019                          |
| 5          | 5         | Das Monstrum                   | A New Kind of Monster    | 10. Dez. 2013        | 28. Nov. 2019                         |
| 6          | 6         | Wer hat Mr. Woodward ermordet? | Who Killed Mr. Woodward? | 17. Dez. 2013        | 2. Jan. 2020                          |

### Staffel 2
| Nr. (ges.) | Nr. (St.) | Deutscher Titel                | Originaltitel          | Erstausstrahlung USA | Deutschsprachige Erstausstrahlung (D) |
| ---------- | --------- | ------------------------------ | ---------------------- | -------------------- | ------------------------------------- |
| 7          | 1         | Skandel der stummen Zeugen     | 38 Witnesses           | 11. Nov. 2014        | 19. Juni 2015                         |
| 8          | 2         | Wer erschoss Doc Adams?        | The Shot Doctor        | 18. Nov. 2014        | 12. Juni 2015                         |
| 9          | 3         | Die Sexbombe und der Millionär | Candyland              | 25. Nov. 2014        | 5. Juni 2015                          |
| 10         | 4         | Blutbad auf dem Campus         | The 28th Floor         | 2. Dez. 2014         | 26. Juni 2015                         |
| 11         | 5         | Der Rattenfänger von Tucson    | The Pied Piper         | 9. Dez. 2014         | 10. Juli 2015                         |
| 12         | 6         | Ein kalifornischer Alptraum    | Accident on Banyan St. | 16. Dez. 2014        | 3. Juli 2015                          |
| 13         | 7         | Die Hütte im Wald              | Cabin in the Woods     | 23. Dez. 2014        | 17. Juli 2015                         |
| 14         | 8         | Ein teuflischer Plan           | Baby Come Home         | 30. Dez. 2014        | 24. Juli 2015                         |

### Staffel 3
| Nr. (ges.) | Nr. (St.) | Deutscher Titel             | Originaltitel          | Erstausstrahlung USA | Deutschsprachige Erstausstrahlung (D) |
| ---------- | --------- | --------------------------- | ---------------------- | -------------------- | ------------------------------------- |
| 15         | 1         | Der Würger von Gaffney      | Lock Up Your Daughters | 10. Nov. 2015        | 6. Sep. 2017                          |
| 16         | 2         | Die gefallene Frau          | Last Night Stand       | 17. Nov. 2015        | 20. Sep. 2017                         |
| 17         | 3         | Die Bestie von Chicago      | And Then There Was One | 24. Nov. 2015        | 27. Sep. 2017                         |
| 18         | 4         | Tod in New York             | Such a Pretty Face     | 1. Dez. 2015         | 13. Sep. 2017                         |
| 19         | 5         | Mord in bester Gesellschaft | Comedy of Terrors      | 8. Dez. 2015         | 11. Okt. 2017                         |
| 20         | 6         | Tragischer Justizirrtum     | The Wrong Man          | 15. Dez. 2015        | 4. Okt. 2017                          |
| 21         | 7         | Der Mörder ist die Maid     | Damsel on Death Row    | 22. Dez. 2015        | 18. Okt. 2017                         |
| 22         | 8         | High School Drama           | Bye Bye Betty          | 29. Dez. 2015        | 25. Okt. 2017                         |

### Staffel 4
| Nr. (ges.) | Nr. (St.) | Deutscher Titel           | Originaltitel        | Erstausstrahlung USA | Deutschsprachige Erstausstrahlung (D) |
| ---------- | --------- | ------------------------- | -------------------- | -------------------- | ------------------------------------- |
| 23         | 1         | Teenager außer Kontrolle  | Teenage Wasteland    | 6. Dez. 2016         | 25. Okt. 2018                         |
| 24         | 2         | Mit den Waffen einer Frau | Luck Be a Lady       | 13. Dez. 2016        | 1. Nov. 2018                          |
| 25         | 3         | Im Auftrag des Teufels    | Devil's Advocate     | 20. Dez. 2016        | 18. Okt. 2018                         |
| 26         | 4         | Tod im Paradies           | Paradise Lost        | 27. Dez. 2016        | 15. Nov. 2018                         |
| 27         | 5         | Eine Spur der Verwüstung  | The Gentleman Killer | 3. Jan. 2017         | 8. Nov. 2018                          |
| 28         | 6         | Der große Unbekannte      | Guess Who?           | 10. Jan. 2017        | 22. Nov. 2018                         |
| 29         | 7         | Tödliche Prophezeiung     | Killer Prophet       | 24. Jan. 2017        | 29. Nov. 2018                         |
| 30         | 8         | Eiskalter Ehemann         | The Newlydeads       | 31. Jan. 2017        | 6. Dez. 2018                          |

### Staffel 5
| Nr. (ges.) | Nr. (St.) | Deutscher Titel               | Originaltitel          | Erstausstrahlung USA | Deutschsprachige Erstausstrahlung (D) |
| ---------- | --------- | ----------------------------- | ---------------------- | -------------------- | ------------------------------------- |
| 31         | 1         | Kaltblütig in Kansas          | Once Upon a Crime      | 10. Feb. 2018        | 20. Feb. 2020                         |
| 32         | 2         | Im Strudel der Presse         | The Bad Old Days       | 17. Feb. 2018        | 23. Jan. 2020                         |
| 33         | 3         | Ein fast perfektes Verbrechen | Hearts of Darkness     | 24. Feb. 2018        | 16. Jan. 2020                         |
| 34         | 4         | Lebendig begraben             | Coffin for Christmas   | 3. März 2018         | 9. Jan. 2020                          |
| 35         | 5         | Ein falscher Cop              | Beast With a Badge     | 17. März 2018        | 6. Feb. 2020                          |
| 36         | 6         | Ein kaltblütiger Mord         | Black Sheep            | 24. März 2018        | 9. Juli 2020                          |
| 37         | 7         | Mit den Waffen einer Frau     | A Woman's Place        | 31. März 2018        | 30. Jan. 2020                         |
| 38         | 8         | Anstiftung zum Mord           | Mother's Little Helper | 7. Apr. 2018         | 13. Feb. 2020                         |

## Rezeption

### Auszeichnungen
Die Dokumentationsreihe erhielt 2014 den News & Documentary Emmy Award in der Kategorie Outstanding Lighting Direction & Scenic Design (deutsch: Hervorragende Lichtführung und szenisches Design). 2015 erhielt sie diesen für die erste Episode der zweiten Staffel mit Titel 38 Witnesses ebenfalls in derselben Kategorie. 2016 wurde die siebte Episode der dritten Staffel mit dem Titel Damsel on Death Row in derselben Kategorie nominiert.

### Einschaltquoten
2015 erreichte die Dokumentationsreihe A Crime to Remember insgesamt durchschnittlich 1,37 Millionen Zuschauer. Sie war somit nach der Dokumentationsreihe Homicide Hunter – Dem Mörder auf der Spur (Originaltitel: Homicide Hunter: Lt. Joe Kenda), die 1,60 Millionen Zuschauer erreichte, die meistgesehene Fernsehsendung des Senders.
Im Januar 2016 lag A Crime to Remember mit durchschnittlich 1,68 Millionen Zuschauern auf Platz drei der meistgesehenen Fernsehsendungen des Senders. Mit demselben Wert lag die Fernsehsendung im ersten Quartal des Jahres 2016 sogar auf den zweiten Platz.
2016 erreichte sie insgesamt durchschnittlich 1,39 Millionen Zuschauer. Jedoch lag sie nur noch auf dem siebten Platz der meistgesehenen Fernsehsendungen des Senders.